# Corry Konings

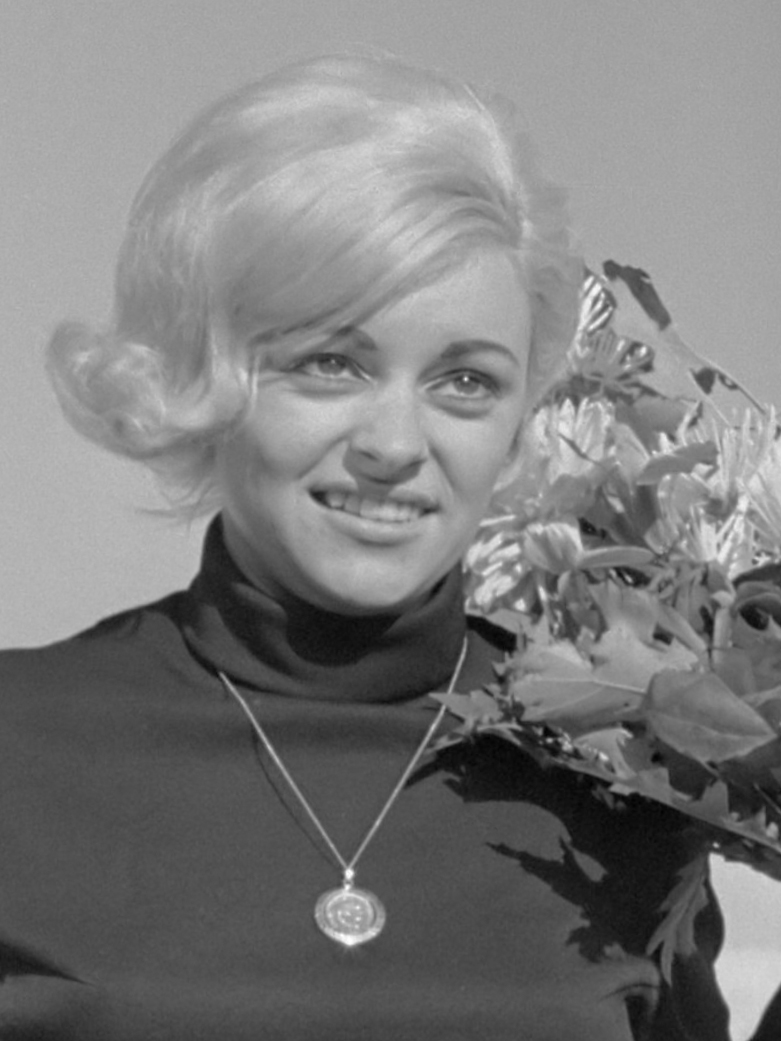
Corry Konings (1970)

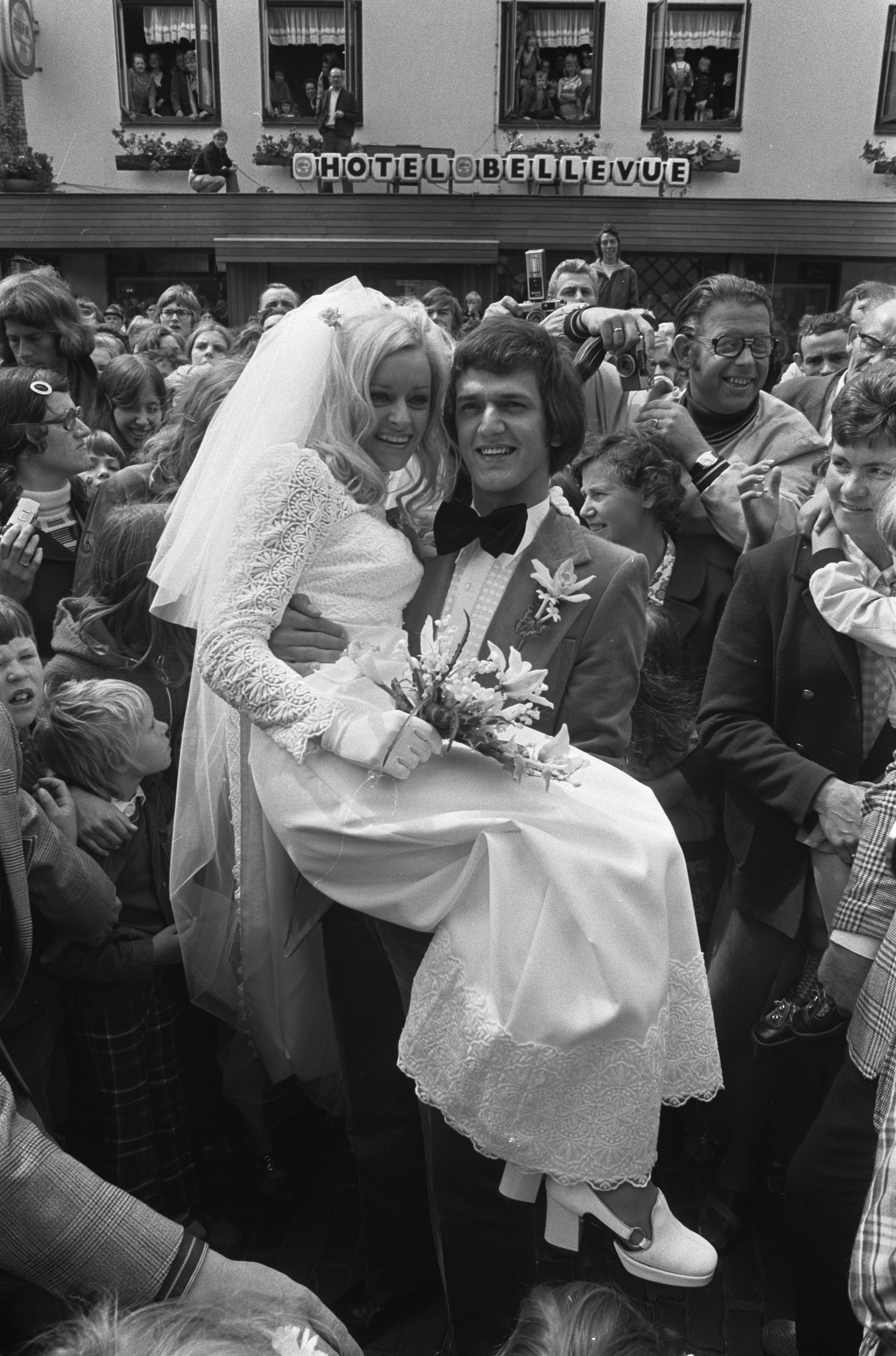
Konings huwde in 1973 met Piet Roelen

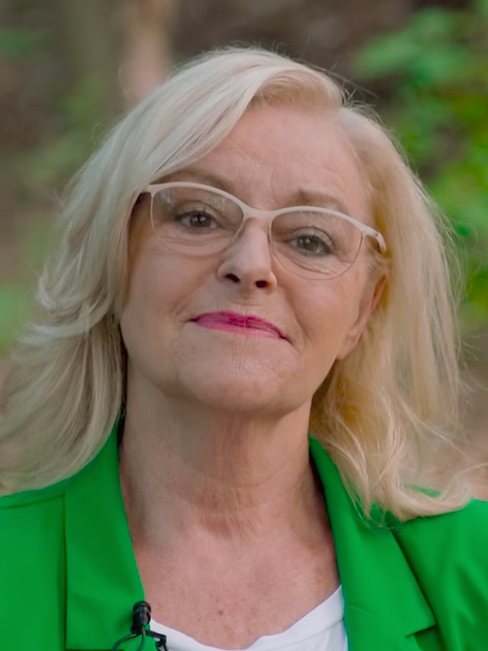
Konings in 2018

Cornelia Helena (Corry) Konings (Breda, 8 september 1951) is een Nederlandse zangeres van het levenslied. Ze wordt ook wel de koningin van het Nederlandse levenslied genoemd.

## Biografie
Op 15-jarige leeftijd zong Konings als zangeres van De Mooks. Ze werd ontdekt door Ries Brouwers, die haar voorstelde aan Pierre Kartner. Deze koppelde haar vervolgens aan de band De Rekels. Als Corry en de Rekels maakten zij vooral furore met het lied Huilen is voor jou te laat uit 1970. Dit nummer was tot 2013 (43 jaar lang) de grootste Nederlandstalige hit in de Top 40 aller tijden. Twee jaar later startte Konings een solocarrière, waarin ze scoorde met nummers als Ik krijg een heel apart gevoel van binnen, Jij weet toch wel wat liefde is, Hoe je heette dat ben ik vergeten, Je moedertje en Adios amor. In 2004 kwam Konings nog eenmaal met De Rekels bij elkaar voor een reünie.
In mei 2007 liet Konings in de regionale krant de Gelderlander weten dat ze eraan dacht om in 2009 afscheid te nemen als zangeres. Het zou dan precies 40 jaar geleden zijn dat ze voor het eerst in de hitparade stond. In maart 2008 meldde Konings dat ze haar jubileum groots wilde vieren met een concert in het NAC-stadion in haar geboortestad Breda. Deze plannen bleken financieel echter niet haalbaar, waarna de zangeres haar jubileum vierde op 19 juli 2009 op het Chasséveld in Breda.
Vanwege haar artiestenjubileum werd bedacht dat Konings in 2009 een eigen achtdelige reallifesoap zou krijgen.
In 2011 baarde Konings opzien door de titelsong voor de film New Kids Nitro te maken. Het nummer heette Hoeren Neuken Nooit Meer Werken. Nadat de single een succes werd, verscheen er al gauw een Duitse versie, getiteld Huren Bumsen Nie Mehr Schuften.
Het nummer Huilen is voor jou te laat uit 1970 stond vier decennia lang in de top 10 van meest succesvolle hits uit de Nederlandse Top 40. In 2011 werd het lied ingehaald door Rolling in the Deep en Happiness en viel het buiten de top 10. Inmiddels is het lied nog verder weggezakt, en is het ook niet meer de grootste Nederlandstalige hit uit de geschiedenis. Dit is nu Ik neem je mee van Gers Pardoel.
Konings heeft ook een kleine filmrol op haar naam staan: In 1974 speelde ze zichzelf in de film De vijf van de vierdaagse. Ze treedt op tijdens een Vierdaagse-feest, waar enkele van de hoofdpersonen uit het verhaal naartoe gaan. Ze zingt het speciaal voor de film door Pierre Kartner geschreven lied Breng mij nog eenmaal naar huis. Later heeft ze nog een paar regeltjes tekst in een onderonsje met John Kraaijkamp (Ome Dirk).
In augustus 2018 deed Konings mee aan het negentiende seizoen van het televisieprogramma Expeditie Robinson, wat vele nieuwe boekingen en mediaoptredens tot gevolg had. Op 28 oktober 2018 was Konings te gast in Zondag met Lubach waar ze ook optrad. In 2024 was ze te zien als dragqueen in het televisieprogramma Make Up Your Mind.

### Privéleven
Konings heeft een zoon en een dochter uit twee relaties, en is getrouwd geweest. Sinds 2008 woonde Konings in het Zuid-Spaanse Benalmádena. In mei 2010 vestigde ze zich om praktische redenen weer in Nederland. In april 2002 werd ze benoemd tot Ridder in de Orde van Oranje-Nassau. Op 19 juli 2009 verscheen haar biografie, getiteld Mooi was die tijd, geschreven door Evert Santegoeds. Daarin vertelde ze dat ze op haar zestiende een abortus had gehad.
In 2024 werd de TrosKompas Oeuvre Award aan haar toegekend.

## Discografie

### Albums
| Album met eventuele hitnotering(en) in de Nederlandse Album Top 100 | Datum van verschijnen | Datum van binnenkomst | Hoogste positie | Aantal weken | Opmerkingen                  |
| ------------------------------------------------------------------- | --------------------- | --------------------- | --------------- | ------------ | ---------------------------- |
| Corry en de Rekels                                                  | 1970                  | 23-05-1970            | 6               | 41           | als Corry en de Rekels       |
| Corry en de Rekels 2                                                | 1970                  | 26-09-1970            | 1(5wk)          | 49           | als Corry en de Rekels       |
| Corry en de Rekels 3                                                | 1971                  | 11-12-1971            | 12              | 8            | als Corry en de Rekels       |
| Corry                                                               | 1976                  | 24-07-1976            | 32              | 14           | als Corry                    |
| Gewoon zoals ik ben                                                 | 1977                  | 26-11-1977            | 43              | 4            | als Corry                    |
| Bloemen voor Corry                                                  | 1980                  | 02-02-1980            | 25              | 10           | als Corry / Verzamelalbum    |
| Adios amor                                                          | 1982                  | 09-10-1982            | 21              | 9            | als Corry                    |
| Met en voor vrienden                                                | 1986                  | 27-09-1986            | 25              | 19           | als Corry                    |
| Corry & Koos                                                        | 1987                  | 18-07-1987            | 11              | 23           | als Corry / met Koos Alberts |
| Voor jou alleen                                                     | 1988                  | 04-06-1988            | 44              | 9            | als Corry                    |
| Leven en laten leven                                                | 1990                  | 11-08-1990            | 4               | 62           |                              |
| De allergrootste successen van Corry Konings                        | 1991                  | 14-12-1991            | 27              | 16           | Verzamelalbum                |
| Morgen komt alles goed                                              | 1993                  | 13-11-1993            | 30              | 13           |                              |
| 25 Jaar - Mooi was die tijd                                         | 1994                  | 12-11-1994            | 29              | 20           | Verzamelalbum                |
| 25 Jaar - Live in Ahoy                                              | 1995                  | 24-06-1995            | 53              | 11           | Livealbum                    |
| Achter de horizon                                                   | 1996                  | 03-08-1996            | 16              | 12           |                              |
| Frans Bauer & Corry Konings                                         | 1999                  | 29-05-1999            | 1(1wk)          | 21           | met Frans Bauer              |
| Onvergetelijk                                                       | 1999                  | 06-11-1999            | 64              | 8            |                              |
| Na 35 jaar                                                          | 2004                  | 18-12-2004            | 91              | 2            | als Corry en de Rekels       |
| Lachend door het leven                                              | 08-09-2011            | 17-09-2011            | 7               | 8            |                              |
| Met hart en ziel deel 1                                             | 2013                  | 17-08-2013            | 2               | 5            |                              |
| Met hart en ziel deel 2                                             | 2014                  | 13-09-2014            | 65              | 1            |                              |

| Album met hitnotering(en) in de Vlaamse Ultratop 200 albums | Datum van verschijnen | Datum van binnenkomst | Hoogste positie | Aantal weken | Opmerkingen     |
| ----------------------------------------------------------- | --------------------- | --------------------- | --------------- | ------------ | --------------- |
| Frans Bauer & Corry Konings                                 | 1999                  | 05-06-1999            | 2               | 21           | met Frans Bauer |
| Met hart en ziel deel 1                                     | 2013                  | 17-08-2013            | 44              | 15           |                 |
| Met hart en ziel deel 2                                     | 2014                  | 20-09-2014            | 83              | 10           |                 |

### Singles
| Single met eventuele hitnotering(en) in de Nederlandse Top 40 | Datum van verschijnen | Datum van binnenkomst | Hoogste positie | Aantal weken | Opmerkingen |
| ------------------------------------------------------------- | --------------------- | --------------------- | --------------- | ------------ | --- |
| Vaarwel! Ik zal geen traan om je laten                        | 1969                  | 02-08-1969            | 22              | 10           | als Corry en de Rekels                                                                                           |
| Mijn stil verdriet                                            | 1970                  | 03-01-1970            | 23              | 6            | als Corry en de Rekels / Nr. 30 in de Single Top 100                                                             |
| Huilen is voor jou te laat                                    | 1970                  | 11-04-1970            | 5               | 41           | als Corry en de Rekels / Nr. 6 in de Single Top 100 / Hit van het jaar 1970                                      |
| Rozen die bloeien                                             | 1971                  | 30-01-1971            | 4               | 11           | als Corry en de Rekels / Nr. 5 in de Single Top 100                                                              |
| Zonder het te weten                                           | 1971                  | 11-09-1971            | 11              | 7            | als Corry en de Rekels / Nr. 14 in de Single Top 100                                                             |
| Hoog daar aan de hemel                                        | 1971                  | 25-12-1971            | 10              | 4            | als Corry en de Rekels / Nr. 13 in de Single Top 100 / Alarmschijf                                               |
| Igorowitschj                                                  | 1972                  | 12-02-1972            | 16              | 5            | als Corry en de Rekels / Nr. 21 in de Single Top 100                                                             |
| Dagen en nachten                                              | 1972                  | 20-05-1972            | 32              | 3            | als Corry en de Rekels                                                                                           |
| Jij hebt me bedrogen                                          | 1972                  | 29-07-1972            | 20              | 8            | als Corry / Nr. 26 in de Single Top 100                                                                          |
| Ik vraag niet veel van jou                                    | 1972                  | 02-12-1972            | tip8            | -            | als Corry |
| Jij weet toch wel wat liefde is                               | 1973                  | 11-08-1973            | 21              | 5            | als Corry |
| Tranen heb ik om jou vaak gehuild                             | 1974                  | 04-05-1974            | tip8            | -            | als Corry |
| Adieu chérie, auf wiedersehen                                 | 1974                  | 28-09-1974            | tip10           | -            | als Corry |
| Ik wil niet trouwen met jou                                   | 1975                  | 13-12-1975            | 28              | 3            | als Corry / Nr. 27 in de Single Top 100                                                                          |
| Ik krijg een heel apart gevoel van binnen                     | 1976                  | 05-06-1976            | 6               | 9            | als Corry / Nr. 7 in de Single Top 100                                                                           |
| Het is voorbij                                                | 1976                  | 02-10-1976            | 21              | 5            | als Corry / Nr. 25 in de Single Top 100                                                                          |
| Je moedertje                                                  | 1977                  | 21-05-1977            | 12              | 6            | als Corry / Nr. 9 in de Single Top 100                                                                           |
| Met jou te leven                                              | 1977                  | 19-11-1977            | 31              | 2            | als Corry |
| Hoe je heette ben ik vergeten                                 | 1978                  | 15-07-1978            | tip8            | -            | als Corry / Nr. 30 in de Single Top 100                                                                          |
| Een teken van leven                                           | 1978                  | 16-12-1978            | 36              | 2            | als Corry / Nr. 34 in de Single Top 100                                                                          |
| Ik wil jou in m'n armen                                       | 1979                  | 11-08-1979            | 36              | 3            | als Corry / Nr. 27 in de Single Top 100                                                                          |
| De hele avond dans ik alleen met jou                          | 1980                  | 05-01-1980            | tip3            | -            | als Corry / Nr. 27 in de Single Top 100                                                                          |
| Het grote sprookjeslied                                       | 1980                  | 26-01-1980            | 24              | 5            | als Corry / met Bonnie St. Claire, Sandy, Alexander Curly, Willem Duyn & Nico Haak / Nr. 16 in de Single Top 100 |
| Vrijdag de 13e mei                                            | 1981                  | 04-07-1981            | tip6            | -            | als Corry / Nr. 41 in de Single Top 100                                                                          |
| De zon die gaat weer schijnen                                 | 1982                  | 17-04-1982            | tip7            | -            | als Corry |
| Adios amor                                                    | 1982                  | 11-09-1982            | 7               | 9            | als Corry / Nr. 3 in de Single Top 100                                                                           |
| Het is allemaal gelogen                                       | 1982                  | 27-11-1982            | 13              | 6            | als Corry / Nr. 8 in de Single Top 100                                                                           |
| Waarom mocht dit niet lang duren                              | 1983                  | 27-08-1983            | 21              | 4            | als Corry / Nr. 14 in de Single Top 100                                                                          |
| Je bent voor mij de man                                       | 1983                  | 12-11-1983            | tip14           | -            | als Corry / Nr. 26 in de Single Top 100                                                                          |
| Waar moet ik heen zonder jou                                  | 1984                  | 02-06-1984            | tip12           | -            | als Corry / Nr. 49 in de Single Top 100                                                                          |
| Elke nacht ben ik eenzaam                                     | 1985                  | 07-09-1985            | tip13           | -            | als Corry / Nr. 36 in de Single Top 100                                                                          |
| Ik wil altijd bij jou zijn                                    | 1986                  | 27-09-1986            | 14              | 7            | als Corry / met Koos Alberts / Nr. 6 in de Single Top 100                                                        |
| Alle vrouwen van de wereld                                    | 1987                  | 24-01-1987            | tip18           | -            | als Corry |
| Ik verlang naar jou                                           | 1987                  | 18-07-1987            | 23              | 4            | als Corry & Koos / met Koos Alberts / Nr. 17 in de Single Top 100                                                |
| Duizend kleine dingen                                         | 1987                  | -                     |                 |              | als Corry & Koos / met Koos Alberts / Nr. 58 in de Single Top 100                                                |
| Amore                                                         | 1988                  | 07-05-1988            | tip11           | -            | Nr. 43 in de Single Top 100                                                                                      |
| Iedere dag                                                    | 1988                  | 13-08-1988            | tip15           | -            | als Corry / Nr. 45 in de Single Top 100                                                                          |
| Happy Xmas (War is over) / Gelukkig kerstfeest                | 1988                  | 10-12-1988            | 35              | 3            | Artiesten voor het Ronald McDonaldhuis / #15 in de Single Top 100                                                |
| Wie heeft jou zover gebracht                                  | 1989                  | 11-03-1989            | tip19           | -            | Nr. 50 in de Single Top 100                                                                                      |
| Mooi was die tijd                                             | 1990                  | 30-06-1990            | 4               | 20           | Nr. 2 in de Single Top 100                                                                                       |
| Leven en laten leven                                          | 1990                  | 08-12-1990            | 16              | 7            | Nr. 13 in de Single Top 100                                                                                      |
| Vergeet m'n naam                                              | 1991                  | 27-04-1991            | 27              | 4            | Nr. 23 in de Single Top 100                                                                                      |
| Hitmedley                                                     | 1991                  | 16-11-1991            | 26              | 4            | Nr. 20 in de Single Top 100                                                                                      |
| 'n Wonder                                                     | 1993                  | 11-12-1993            | 35              | 3            | Nr. 32 in de Single Top 100                                                                                      |
| Morgen komt alles goed                                        | 1994                  | 19-03-1994            | tip10           | -            | |
| Voor jou                                                      | 1994                  | 30-07-1994            | 36              | 3            | Nr. 30 in de Single Top 100                                                                                      |
| Botte bijlen                                                  | 1994                  | 22-10-1994            | tip2            | -            | Nr. 40 in de Single Top 100                                                                                      |
| Schenk me deze ene nacht                                      | 1995                  | 29-04-1995            | 37              | 3            | Nr. 32 in de Single Top 100                                                                                      |
| Alleen vannacht                                               | 1996                  | 22-06-1996            | 36              | 3            | Nr. 33 in de Single Top 100                                                                                      |
| Kom dans de hele nacht                                        | 1996                  | 12-10-1996            | tip17           | -            | |
| Treur maar niet                                               | 1997                  | -                     |                 |              | Nr. 92 in de Single Top 100                                                                                      |
| Adios mijn vriend                                             | 1998                  | 13-06-1998            | 31              | 2            | met Vader Abraham / Nr. 43 in de Single Top 100                                                                  |
| Diep in mijn hart                                             | 1999                  | 10-04-1999            | 4               | 10           | met Frans Bauer / Nr. 5 in de Single Top 100                                                                     |
| Die zomernachten van San José                                 | 1999                  | 12-06-1999            | 27              | 2            | met Frans Bauer / Nr. 54 in de Single Top 100                                                                    |
| De zon                                                        | 2000                  | -                     |                 |              | met Johan Heuser / Nr. 69 in de Single Top 100                                                                   |
| Een zomer met jou                                             | 2002                  | -                     |                 |              | met Johan Heuser / Nr. 93 in de Single Top 100                                                                   |
| Hup hop song                                                  | 2002                  | -                     |                 |              | met Johan Heuser / Nr. 15 in de Single Top 100                                                                   |
| Ik krijg een heel apart gevoel van binnen (Remix)             | 2005                  | -                     |                 |              | Nr. 58 in de Single Top 100                                                                                      |
| In vuur en vlam                                               | 2006                  | -                     |                 |              | Nr. 97 in de Single Top 100                                                                                      |
| Het mooiste in het leven                                      | 2007                  | -                     |                 |              | Nr. 85 in de Single Top 100                                                                                      |
| 1000 Keer aan jou gedacht                                     | 2009                  | -                     |                 |              | Nr. 45 in de Single Top 100                                                                                      |
| Het heeft geen zin meer om te huilen                          | 04-08-2011            | -                     |                 |              | Nr. 25 in de Single Top 100                                                                                      |
| Hoeren neuken nooit meer werken                               | 03-11-2011            | 19-11-2011            | tip8            | -            | met New Kids & Ronnie / Titelsong "New Kids Nitro" / Nr. 12 in de Single Top 100                                 |
| Een beetje verliefd                                           | 07-03-2012            | -                     |                 |              | Nr. 85 in de Single Top 100                                                                                      |
| Corry Koningsdag                                              | 2019                  | 13-04-2019            | tip21           |              | met Brownie Dutch                                                                                                |

| Single met hitnotering(en) in de Vlaamse Ultratop 50 | Datum van verschijnen | Datum van binnenkomst | Hoogste positie | Aantal weken | Opmerkingen                                          |
| ---------------------------------------------------- | --------------------- | --------------------- | --------------- | ------------ | ---------------------------------------------------- |
| Vaarwel, ik zal geen traan om je laten               | 1969                  | 20-09-1969            | 6               | 11           | als Corry en de Rekels                               |
| Huilen is voor jou te laat                           | 1970                  | 09-05-1970            | 19              | 9            | als Corry en de Rekels                               |
| Rozen die bloeien                                    | 1971                  | 06-02-1971            | 16              | 7            | als Corry en de Rekels                               |
| Zonder 't te weten                                   | 1971                  | 23-10-1971            | 27              | 1            | als Corry en de Rekels                               |
| Igorowitschj                                         | 1972                  | -                     |                 |              | als Corry en de Rekels / Nr. 28 in de Radio 2 Top 30 |
| Jij hebt me bedrogen                                 | 1972                  | 02-09-1972            | 20              | 3            | als Corry / Nr. 17 in de Radio 2 Top 30              |
| Ik krijg een heel apart gevoel van binnen            | 1976                  | 26-06-1976            | 6               | 12           | als Corry / Nr. 9 in de Radio 2 Top 30               |
| Je moedertje                                         | 1977                  | 09-07-1977            | 24              | 1            | als Corry / Nr. 16 in de Radio 2 Top 30              |
| Adios amor                                           | 1982                  | 16-10-1982            | 10              | 5            | als Corry / Nr. 9 in de Radio 2 Top 30               |
| Het is allemaal gelogen                              | 1982                  | 18-12-1982            | 19              | 5            | als Corry / Nr. 17 in de Radio 2 Top 30              |
| Diep in mijn hart                                    | 1999                  | 01-05-1999            | tip15           | -            | met Frans Bauer                                      |
| Buenos noches mi amigo                               | 2013                  | 30-11-2013            | tip90           | -            |                                                      |
| Waar je ook gaat / L'avventura                       | 2014                  | 04-10-2014            | tip6            | -            | met David Vandyck / Nr. 3 in de Vlaamse top 50       |
| Ole ola                                              | 2016                  | 22-10-2016            | tip             | -            |                                                      |

### Dvd's
| Dvd's met hitnoteringen in de Nederlandse Music Top 30 | Datum van verschijnen | Datum van binnenkomst | Hoogste positie | Aantal weken | Opmerkingen |
| ------------------------------------------------------ | --------------------- | --------------------- | --------------- | ------------ | ----------- |
| Mooi was die tijd - Live in concert                    | 2009                  | 05-12-2009            | 23              | 5            |             |